# کاوش (برنامه تلویزیونی)
 برنامه تلویزیونی کاوش، یک برنامه تلویزیونی آموزشی موفق فرانسوی است که در ابتدا از ۱۹ سپتامبر ۱۹۹۳ تا ۱ فوریه ۲۰۱۴ پخش شد. در کل ۵۵۹ قسمت از برنامه تولید شده‌است.
تمام قسمت‌ها را می‌توان به صورت قانونی در کانال YouTube تماشا کرد.

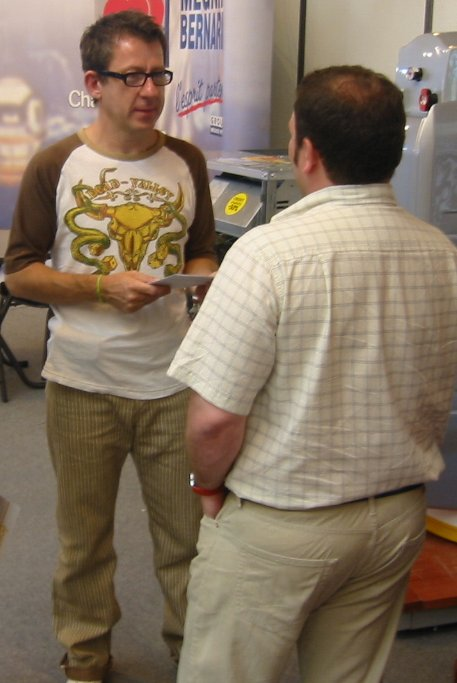
Jamy Gourmaud (2006)
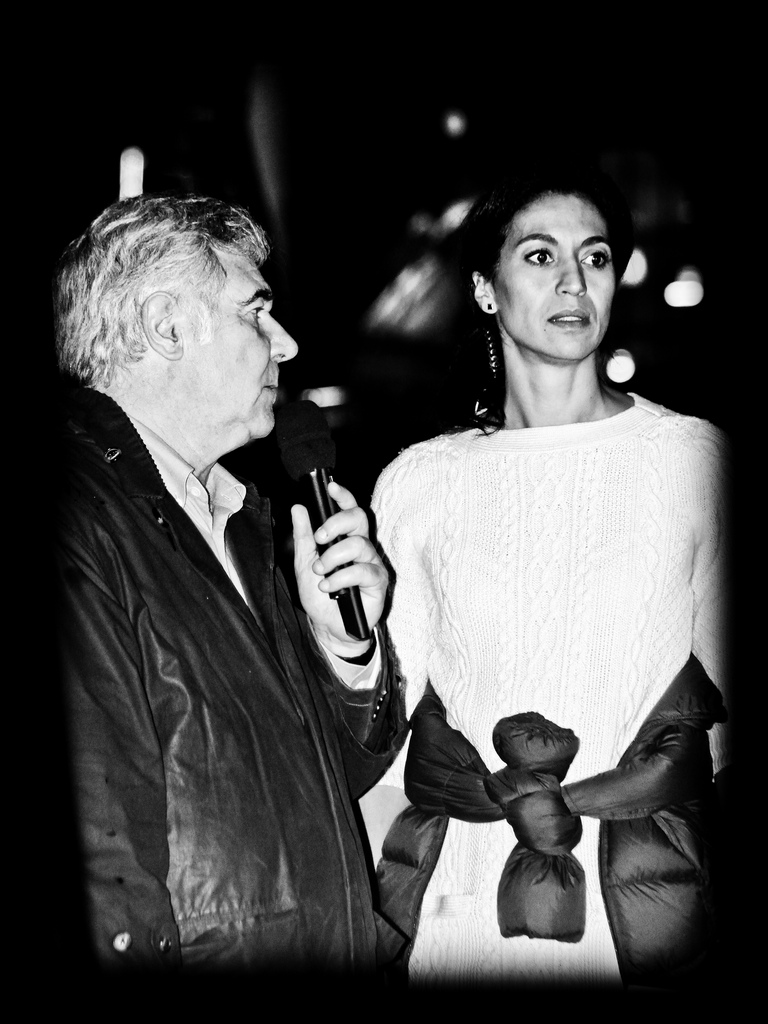
Sabine Quindou (2011)
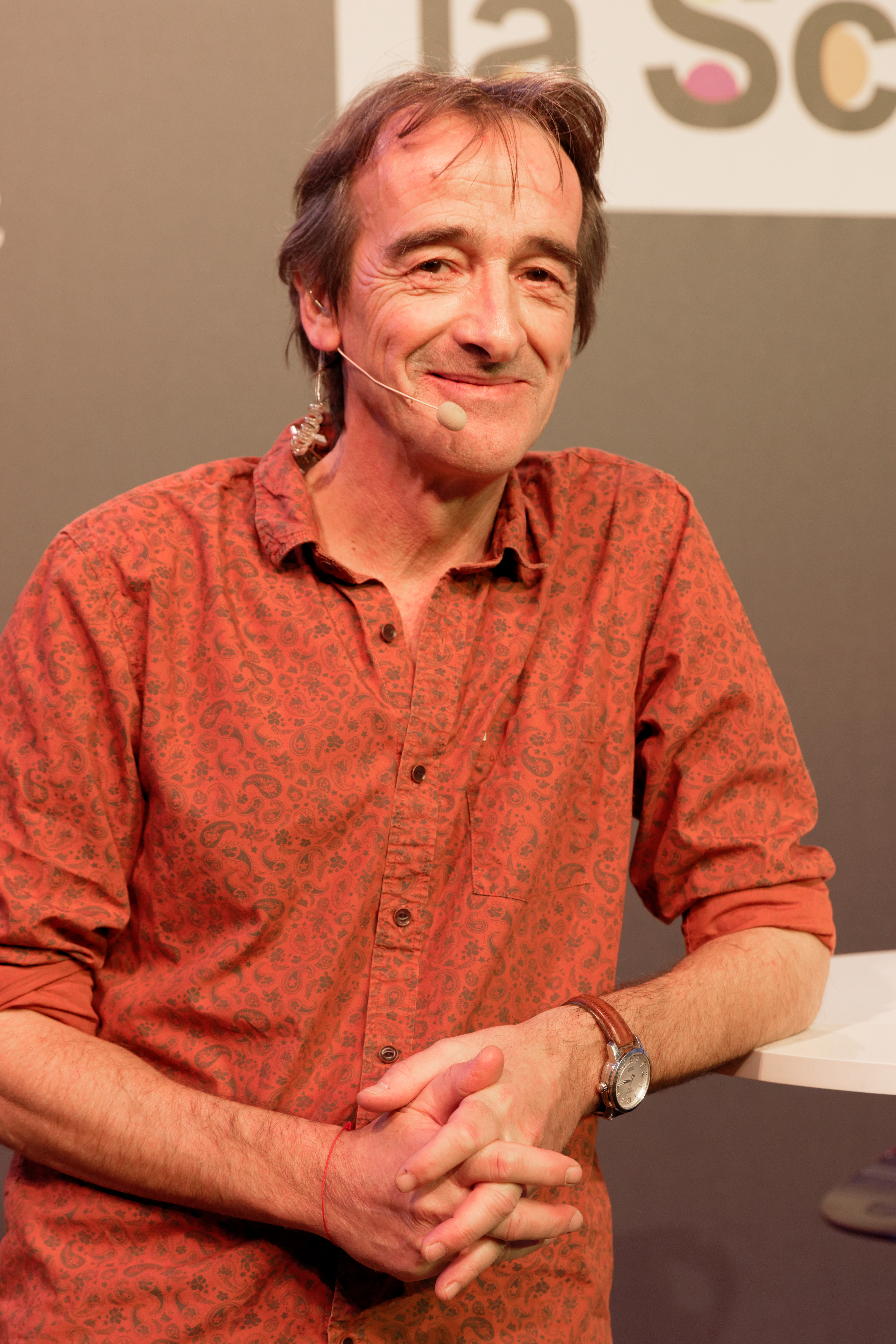
Frédéric Courant (2016)